# Бейс, Нора
Нора Бейс или Нора Бейз (англ. Nora Bayes; 8 октября 1880 — 19 марта 1928) — американская певица и актриса, звезда жанров водевиля и музыкальной комедии первой четверти XX века.

## Биография
Родилась в 1880 году. Имя при рождении — Леонора Голдберг.
Начала музыкальную карьеру в Чикаго. В 1901 году, в 21 год, дебютировала на Бродвее.
Стала настоящей звездой в 1908 году, выступая в шоу-постановках со своим мужем Джеком Норвортом. Они пели дуэтом и вместе написали несколько очень популярных песен, среди которых хит номер 1 в США «Shine On, Harvest Moon».
Как пишет сайт Зала славы авторов песен, «певица, комедийная актриса и сочинительница песен, на протяжении большей части первой четверти XX века она была, пожалуй, самой популярной водевильной актрисой [в США]»
В конце 1910-х и начале 1920-х годов записывалась на лейблах «Victor Talking Machine Company и Columbia Records. Её песни неоднократно попадали в первую сороковку в США, а «Over There» and «Make Believe» в её исполнении стали хитами номер 1.
Умерла Бейс 19 марта 1928 года после операции по поводу обнаруженного у неё рака.

## Семья
С 1908 по 1913 годы была замужем за Джеком Норвортом.

## Дискография
См. «Nora Bayes § Selected songs» в английском разделе.
- «How Ya Gonna Keep 'em Down on the Farm (After They've Seen Paree)?», 1919
- «Just Like a Gipsy»
- «Over There», 1917
- «Shine On, Harvest Moon»[англ.], 1908